# Lepidolit
Lepidolit je vijolično siv ali rožnat mineral is skupine sljud s kemijsko formulo 
K(Li,Al,Rb)2(Al,Si)4O10(F,OH)2. Je najbolj  razširjen  litij vsebujoč mineral in drugi najpogostejši vir za pridobivanje te kovine. Lepidolit spada med filosilikatne minerale in člane polilitionitno-trilitionitne serije.
Pojavlja se skupaj z drugimi litij vsebujočimi minerali kot je spondumen v pegmatitnih telesih. Je tudi glavni vir redkih alkalijskih kovin rubidija in cezija. Leta 1861 sta Robert Bunsen in Gustav Kirchhoff iz 150 kg lepidolita pridobila nekaj gramov rubidijevih soli in v njih odkrila do takrat neznan element rubidij.
Lepidolit se pojavlja v granitnih pegmatitih, nekaterih visokotemperaturnih kremenovih žilah, grajzenu in granitih. Spremljajoči minerali so kremen, ortoklaz, spodumen, ambligonit, turmalin, kolumbit, kasiterit, topaz in beril.
Pomembna nahajališča lepidolita so v Braziliji, na Uralu, V Kaliforniji, Kanadi in na Madagaskarju.
- Rumen lepidolit iz Itinge, Minas Gerais, Brazilija (velikost 6,1 x 4,9 x 3,1 cm
- Sivkast lepidolit iz okrožja Mesa Grande, Kalifornija (velikost: 4.8 x 3.9 x 3.5 cm)
- Rožnat lepidolit, Minas Gerais, Brazilija (velikost 2,4 x 2,1 x 0,7 cm)
- Rubelit, obraščen z lepidolitom
- Rožnat epidolit, Minas Gerais, Brazilija  (velikost 14,5 × 10,6 × 6,7 cm)
- Grozdičast lepidolit, Minas Gerais, Brazilija  (velikost  11,8 × 7,2 × 6,9 cm)